# 貝尼山
80°16′S 27°45′W / 80.267°S 27.750°W
貝尼山（英語：Mount Beney），是南極洲的山峰，位於科茨地，屬於沙克爾頓山脈中拉格朗日冰原島峰的一部分，海拔高度1,000米，在1957年由英聯邦探險隊繪入地圖，現時由南極條約體系管理。